# 강진 월남사지 진각국사비

강진 월남사지 진각국사비(康津 月南寺址 眞覺國師碑)는 대한민국 전라남도 강진군 성전면 월남리의 월남사지에 있는 고려시대의 비이다. 1963년 1월 21일 대한민국의 보물 제313호로 지정되었다.

## 개요
월남사는 고려 중기에 진각국사에 의해 창건된 사찰로, 창건 이후의 기록은 전해지지 않고 있다. 진각국사의 성은 최씨이고 이름은 혜심(慧諶)으로 24세에 사마시에 합격하였으나, 어머니의 죽음으로 출가를 하게 되었다. 출가 후 보조선사 밑에서 수도를 하였고 고종이 왕위에 오르게 되자 대선사(大禪師)가 되었으며, 고종 21년(1234)에 57세로 입적하였다. 월남사 터에 서 있는 이 비는 절을 창건한 진각국사를 추모하기 위해 세운 것이다.
비는 거북받침돌 위에 비몸을 올린 형태이다. 받침돌인 거북은 입에 구슬을 문 상태로 긴 목을 빼어들고 네 발을 단단히 짚고 있는데, 그 모습이 매우 강렬하고 사실적이다. 발톱에서 보이는 현실성이나 목과 머리조각의 세부표현 또한 전체적인 균형과 잘 어우러져 한층 돋보인다. 비몸은 원래 매우 컸다고 하나 윗부분이 떨어져 나가고 아랫부분만 남아 있으며, 표면이 심하게 마모되어 비문은 잘 보이지 않는다.
비문은 당시의 문장가인 이규보가 지었으며, 《동국이상국집》 〈전집〉 제35권에 실려 있다. 비를 세운 시기는 고려 고종 때로 추정된다.

## 같이 보기
- 혜심
- 강진 월남사지

## 참고 자료
- 강진 월남사지 진각국사비 - 국가유산청 국가유산포털